# Jarich Bakker
Jarich Bakker (Leeuwarden, 29 maart 1974) is een Nederlandse voormalig weg- en baanwielrenner. Hij nam deel aan de Olympische Zomerspelen van 1996 waar hij samen met Richard Rozendaal, Peter Schep en Robert Slippens twaalfde werd op de ploegenachtervolging.

## Belangrijkste uitslagen

### Baanwielrennen
| Jaar  | NK            | EK    | WK                      | Overig                                      |
| Elite | Elite         | Elite | Elite                   | Elite                                       |
| ----- | ------------- | ----- | ----------------------- | ------------------------------------------- |
| 1995  | achtervolging |       |                         |                                             |
| 1996  | achtervolging |       | 8e ploegenachtervolging | Olympische Spelen: 12e ploegenachtervolging |